# Canthidermis
Canthidermis – rodzaj morskich ryb rogatnicowatych.

## Klasyfikacja
Gatunki zaliczane do tego rodzaju:

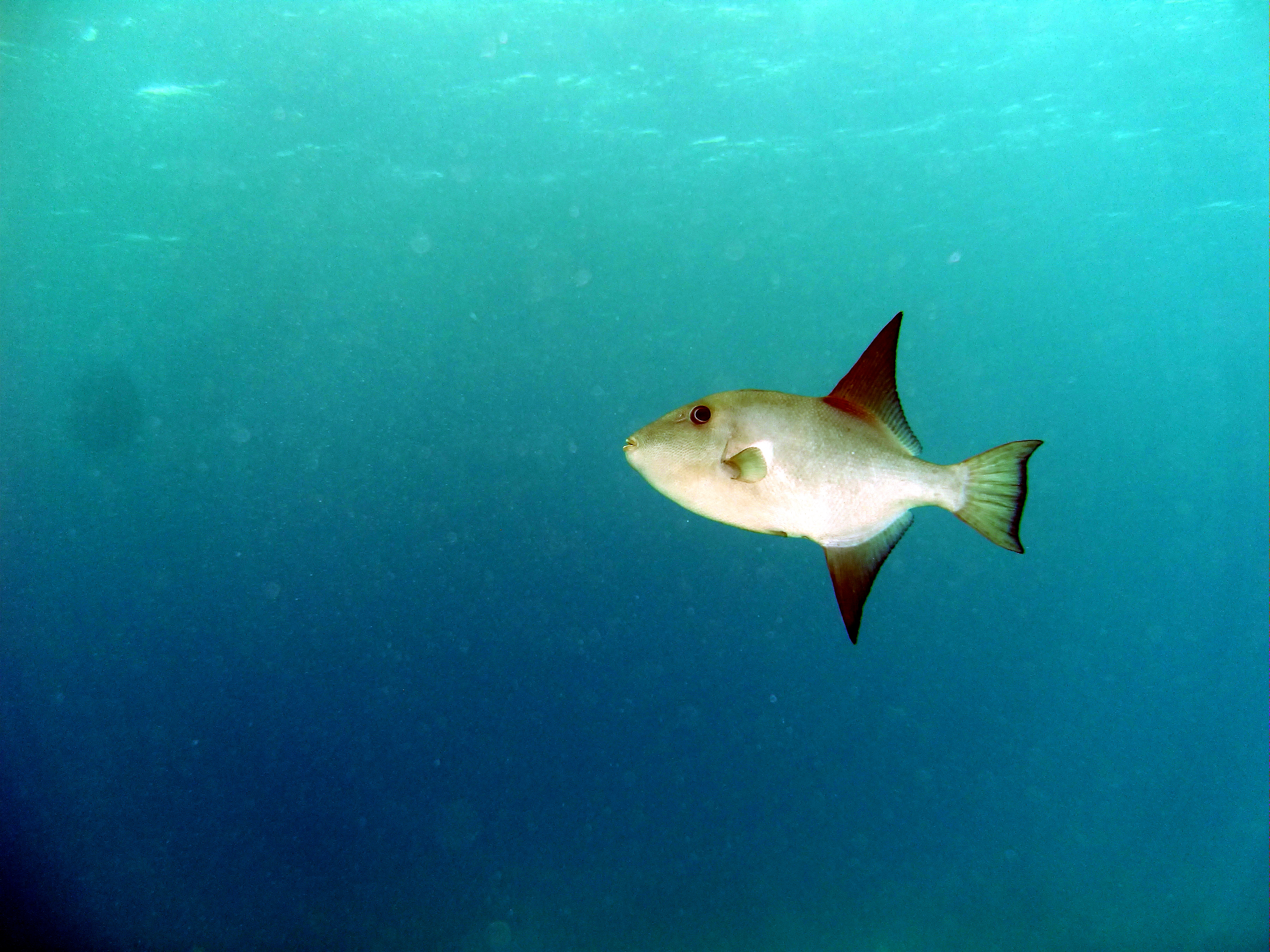
Canthidermis macrolepis
- Canthidermis maculata
- Canthidermis sufflamen

- Canthidermis sufflamen